# رینهارد اوهمه
 رینهارد اوهمه (انگلیسی: Reinhard Oehme؛ زاده ۲۶ ژانویهٔ ۱۹۲۸ درگذشته ۴ اکتبر ۲۰۱۰) یک فیزیک‌دان اهل آلمان بود.